# (17113) 1999 JE54
A (17113) 1999 JE54 egy kisbolygó a Naprendszerben. A LINEAR projekt keretében fedezték fel 1999. május 10-én.